# Эмберг, Белла
Белла Эмберг (англ. Bella Emberg, наст. имя Сибил Дьюк (англ. Cybil I. Duke); 16 сентября 1937, Хов, Суссекс, Великобритания — 12 января 2018) — британская актриса

, известная по своему участию в «Шоу Бенни Хилла» и «Шоу Расса Эботта», а также в криминальных сериалах Softly, Softly и Z Cars.

## Карьера
Дебют Беллы Эмберг состоялся в 1962 году в репертуарном театре в городе Райде (остров Уайт).
Снималась в разнообразных сериалах, а также в комедийном шоу Бэзила Браша.
В 2008 году снялась в роли тети Барбары в комедийной программе для детей Bear Behaving Badly («Медвежонок, который плохо себя ведёт»).
Скончалась 12 января 2018 года.